# Quirino (Ilocos Sur)
Quirino è una municipalità di quarta classe delle Filippine, situata nella provincia di Ilocos Sur, nella Regione di Ilocos.
Quirino è formata da 9 baranggay:
- Banoen
- Cayus
- Lamag (Tubtuba)
- Legleg (Pob.)
- Malideg
- Namitpit
- Patiacan
- Patungcaleo (Lamag)
- Suagayan